# HaKirya

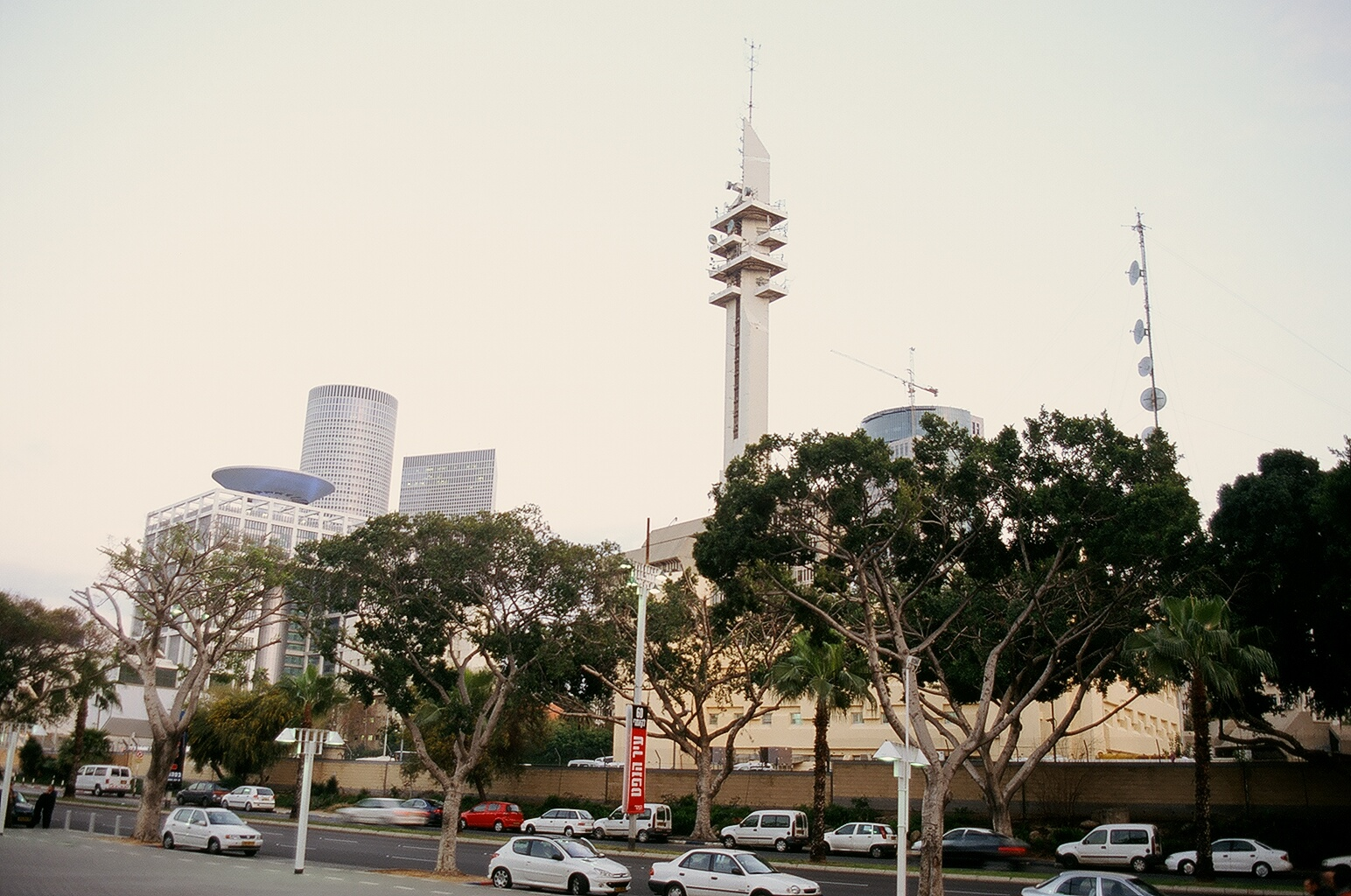
Torre Marganit.

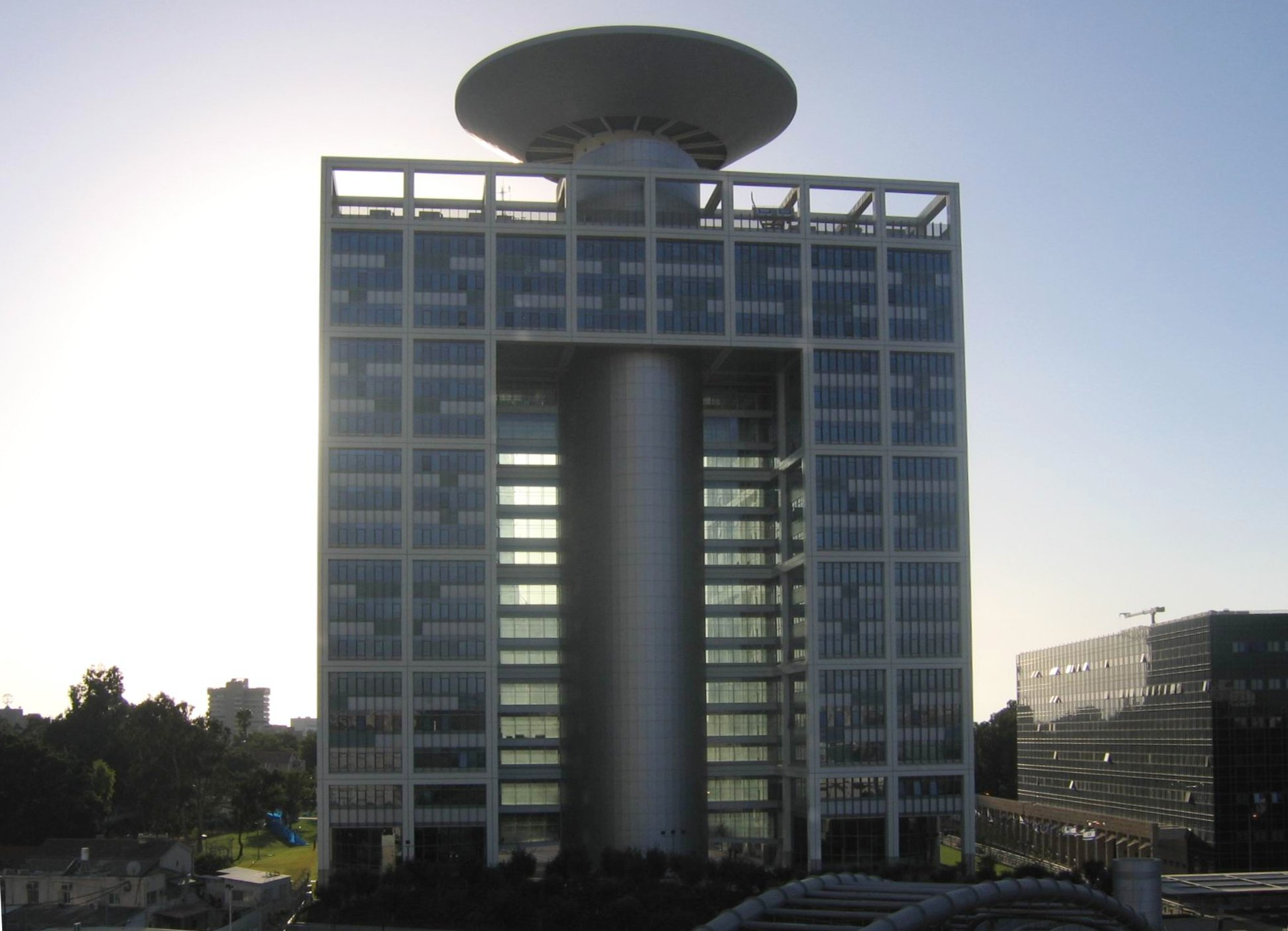
Torre Matcal.

HaKirya (en hebreo: הקריה) es un barrio que se halla en el centro de la ciudad de Tel Aviv, en este barrio se encuentran el centro de gobierno de la ciudad, y la principal base militar de las FDI, el Campamento Rabin (en hebreo: מחנה רבין) (transliterado: Mahané Rabin) , llamado así en honor del ex-Primer Ministro de Israel, Isaac Rabin. Fue una de las primeras bases de las FDI y es su sede central desde 1948.

## Barrio alemán
Gran parte de HaKirya se encuentra hoy en las antiguas tierras de Sarona, un asentamiento fundado por colonos alemanes en el siglo XIX. Sarona era un barrio agrícola, y mantuvo su naturaleza a pesar de la expansión de la ciudad de Tel Aviv y sus alrededores.

## Base del ejército británico
En la Segunda Guerra Mundial, las fuerzas británicas tomaron el control del asentamiento de Sarona y lo convirtieron en un campo de prisioneros para los ciudadanos alemanes. Después de la guerra, los prisioneros alemanes fueron deportados, principalmente a Australia, y Sarona se convirtió en una base militar británica.